# Physocephala sumatrensis
Physocephala sumatrensis är en tvåvingeart som beskrevs av Krober 1915. Physocephala sumatrensis ingår i släktet Physocephala och familjen stekelflugor. Inga underarter finns listade i Catalogue of Life.